# Kabinett Erckert II
Das Kabinett Erckert II war die II. Südtiroler Landesregierung. Das Kabinett war vom 20. Dezember 1952 bis zum 14. Dezember 1956 im Amt. Gewählt wurde es vom Südtiroler Landtag in seiner Zusammensetzung nach den Wahlen 1952.

## Zusammensetzung
| Name                 | Amt                                               | Partei               | Sprachgruppe |
| -------------------- | ------------------------------------------------- | -------------------- | ------------ |
| Karl Erckert         | Landeshauptmann (1)                               | SVP                  | deutsch      |
| Alois Pupp           | Landeshauptmannstellvertreter/Landeshauptmann (1) | SVP                  | ladinisch    |
| Peter Brugger        | Landesrat                                         | SVP                  | deutsch      |
| Albino Dell’Antonio  | Landesrat (2)                                     | Democrazia Cristiana | italienisch  |
| Robert von Fioreschy | Landesrat/Landeshauptmannstellvertreter (3)       | SVP                  | deutsch      |
| Sandro Panizza       | Landesrat                                         | Democrazia Cristiana | italienisch  |
| Armando Bertorelle   | Ersatzlandesrat                                   | Democrazia Cristiana | italienisch  |
| Albuin Forer         | Ersatzlandesrat (4)                               | SVP                  | deutsch      |
| Anton Schatz         | Ersatzlandesrat/Landesrat (3)                     | SVP                  | deutsch      |
| Hans Mayr            | Ersatzlandesrat                                   | SVP                  | deutsch      |

(1) Alois Pupp ersetzte am 7. Jänner 1956 den am 15. Dezember 1955 verstorbenen Karl Erckert als Landeshauptmann.

(2) ab dem 14. Jänner 1953

(3) ab dem 23. Jänner 1956 Landeshauptmannstellvertreter

(4) ab dem 9. März 1956